# 林廷舉
林廷舉（1417年—？），字雲鵬，廣東潮州府海陽縣人，明朝政治人物。

## 生平
正統六年（1441年）辛酉科廣東鄉試第二名舉人，十年（1445年）中式乙丑科會試第十四名，三甲第五十二名進士。授監察御史。

## 家族
曾祖林子華，元朝福建行省右司員外郎；祖父林興祖，交趾布政使司參議；父林厚，山西布政使司參政。